# 白貽清
白貽清（？—？），字希賢，號惠風，直隸常州府武進縣人，明朝政治人物。

## 生平
萬曆四十年（1612年）壬子科應天鄉試舉人，四十七年（1619年）己未科二甲第三十四名進士。吏部觀政，四十八年授户部山东司主事，天啓元年管崇文门税课，二年升员外郎，三年升陕西司郎中，調貴州司郎中，遼東管粮，本年授彰德府知府，天啟六年（1626年）升陝西按察司副使、兵備西寧，崇禎元年（1628年）升陝西布政使司參政、兵備神木，四年（1631年）任都察院右僉都御史、巡撫甘肅，升戶部右侍郎、總督宣大。

## 家族
玄祖白昂，光祿大夫柱國太子太傅刑部尚書，贈太保，諡康敏；高祖白圻，通議大夫都察院右副都御史；曾祖白悅，尚寶司丞。祖父白啓常，嘉靖庚戌進士。父白紹元。本生父白紹先。